# روجر بيير
روجر بيير (بالفرنسية: Roger Pierre)‏
```
(و. 
1923
 – 
2010
 
م
)
[
3
]
 هو 
ممثل
، 
وكاتب سيناريو
 من 
فرنسا
 . ولد في 
باريس
 .
[
4
]
```

توفي في باريس، عن عمر يناهز 87 عاماً.

## روابط خارجية
- روجر بيير على موقع IMDb (الإنجليزية)
- روجر بيير على موقع ألو سيني (الفرنسية)
- روجر بيير على موقع ميوزك برينز (الإنجليزية)
- روجر بيير على موقع أول موفي (الإنجليزية)
- روجر بيير على موقع قاعدة بيانات الأفلام السويدية (السويدية)
- روجر بيير على موقع ديسكوغز (الإنجليزية)
- روجر بيير على موقع قاعدة بيانات الفيلم (الإنجليزية)
- روجر بيير على موقع كينوبويسك (الروسية)